# Norbert Witkowski
Norbert Witkowski (Olsztyn, 5 agosto 1981) è un ex calciatore polacco, di ruolo portiere.

## Carriera

### Club
Debutta con l'Arka Gdynia il 9 dicembre 2005 nella sconfitta casalinga per 0-2 contro il Lech Poznań.
Debutta con i nuovi compagni dell'Iraklis il 17 aprile 2011 nel pareggio fuori casa 0-0 contro l'AEK Atene.
Debutta con il Górnik Zabrze il 17 marzo 2012 nel pareggio casalingo per 0-0 contro il ŁKS Łódź.